# Прісногірковський сільський округ
Прісногі́рковський сільський округ (каз. Пресногорьков ауылдық округі, рос. Пресногорьковский сельский округ) — адміністративна одиниця у складі Узункольського району Костанайської області Казахстану. Адміністративний центр — село Прісногірковка.
Населення — 1966 осіб (2021; 3630 у 2009, 4241 у 1999, 5749 у 1989).
Станом на 1989 рік існували Петропавловська сільська рада (села Білоглинка, Борки, Камишловка, Комендантське, Красний Борок, Починовка) та Прісногірковська сільська рада (села Волна, Гренадерка, Круторка, Октябрське, Первомайка, Піщанка, Прісногірковка). Села Борки, Камишловка та Починовка було ліквідовано 2014 року, села Гренадерка, Комендантське та Октябрське — 2019 року, Петропавловський сільський округ був розділений на Білоглинську сільську адміністрацію та Красноборківську сільську адміністрацію, які одразу увійшли до складу Прісногірковського сільського округу.

## Склад
До складу адміністрації входять такі населені пункти:
| Населений пункт       | Старі назви | Населення, осіб (1989) | Населення, осіб (1999) | Населення, осіб (2009) | Населення, осіб (2021) |
| --------------------- | ----------- | ---------------------- | ---------------------- | ---------------------- | ---------------------- |
| Білоглинка, село      | -           | 1142                   | 656                    | 490                    | 249                    |
| --Комендантське, село | -           | 208                    | 210                    | 108                    | 1                      |
| Борки, село           | -           | 135                    | 90                     | 61                     | -                      |
| Волна, село           | -           | 224                    | 193                    | 189                    | 138                    |
| --Гренадерка, село    | -           | 223                    | 158                    | 145                    | 1                      |
| Камишловка, село      | -           | 205                    | 161                    | 78                     | -                      |
| Красний Борок, село   | -           | 85                     | 78                     | 62                     | 52                     |
| Крутоярка, село       | -           | 193                    | 146                    | 114                    | 90                     |
| Октябрське, село      | -           | 155                    | 136                    | 97                     | -                      |
| Первомайка, село      | -           | 256                    | 205                    | 170                    | 71                     |
| Піщанка, село         | -           | 318                    | 259                    | 214                    | 67                     |
| Починовка, село       | -           | 234                    | 112                    | 29                     | -                      |
| Прісногірковка, село  | -           | 2371                   | 1837                   | 1873                   | 1297                   |